# Aardbeving Ambon-Seram 2019
De aardbeving bij Ambon en Seram van 25 september 2019 vond plaats om 23:46:44 UTC (8:46:44 lokale tijd, op 26 september, UTC+9). Het epicentrum lag in het zuidoosten van de Pirubaai, tussen de eilanden Seram en Ambon, 10 kilometer ten zuiden van de  plaats Kairatu op Seram en 40 km ten noordoosten van de stad Ambon in de Indonesische provincie Molukken. De beving had een kracht van 6,5 op de momentmagnitudeschaal en vond plaats op een diepte van 18,2 kilometer. Volgens BMKG is de beving ontstaan in een zijschuiving, in een actieve breuk nabij het zuiden van het district Kairatu Selatan. Er waren verschillende naschokken, waaronder een beving met een magnitude van 5,6 MW. Hoewel er geen officiële tsunamiwaarschuwing is uitgegeven, vluchtte de kustbevolking massaal naar hoger gelegen gebieden.

## Slachtoffers en schade
Voorlopige rapporten maakten melding van 38 doden, 166 gewonden, materiële schade aan woningen en andere gebouwen en 15.000 ontheemden. Op 16 oktober 2019, was het dodental gestegen tot 41 (18 doden in Centraal-Maluku, 12 in Ambon-stad en 11 in West-Seram) en het aantal gewonden tot 365.
Volgens voorlopige tellingen van de nationale rampenbestrijdingsorganisatie Badan Nasional Penanggulangan Bencana (BNPB) werden meer dan 6100 huizen beschadigd, waarvan 852 zwaar beschadigd. De grootste schade deed zich voor in het regentschap Centraal-Maluku (Maluku Tengah, met 4711 beschadigde huizen, waarvan 1635 zwaar beschadigd), maar ook in het regentschap West-Seram (Seram Bagian Barat, met 259 zwaar beschadigde en 681 licht beschadigde woningen) en in Ambon-Stad (met 96 zwaar beschadigde, 145 middelmatig beschadigde en 292 licht beschadigde woningen), is de schade aanzienlijk. Uit vrees voor naschokken en aanhoudende geruchten over een mogelijke tsunami, durfden 247.000 bewoners aanvankelijk niet naar hun woningen terug te keren en zochten hun toevlucht in hoger gelegen gebieden en in opvangkampen. Dit aantal was op 2 oktober teruggelopen tot 72.000 bewoners, volgens de BNPB.